# Lasioglossum hoedillum
Lasioglossum hoedillum är en biart som först beskrevs av Joseph Vachal 1903.  Lasioglossum hoedillum ingår i släktet smalbin, och familjen vägbin. Inga underarter finns listade i Catalogue of Life.